# Club Olimpia
Club Olimpia – jest paragwajskim klubem sportowym ze stolicy państwa Asunción.
Club Olimpia - klub piłkarski założony w 1902, najstarszy klub Paragwaju. Trzykrotny zdobywca Copa Libertadores w 1979, 1990 oraz 2002.

## Historia

### Założenie
Club Olimpia jest najstarszym klubem piłkarskim w Paragwaju. Klub założyli 25 lipca 1902 Holender William Paats oraz Paragwajczycy Sila Godoy, Fernando S. Pascual, Gustavo M. Crovatto, Héctor Cabañas, Juan Rodi, Antonio Pedraza, Luis Marecos, Juan Mara i Genaro Gutierréz Yegros. Akt założenia klubu podpisano w rodzinnym domu Juana Rodiego, znajdującym się na skrzyżowaniu ulic Azara i Independencia Nacional w centrum Asunción. Tego wieczora zasugerowano trzy nazwy klubu: Paraguay, Esparta i Olimpia. Ostatnie słowo należało do Williama Paatsa, który wybrał Club Olimpia jako oficjalną nazwę klubu, honorując w ten sposób greckie miasto Olimpia, miejsce narodzin olimpiad. Barwami Olimpii stały się biel i czerń.

### Okres 1902-1950
Pierwsze mistrzostwa Paragwaju rozegrano w 1906 r., po założeniu Paragwajskiego Związku Piłki Nożnej (APF). Jednak pierwszy tytuł mistrza Paragwaju Olimpia zdobyła w 1912 pokonując w finale Sol de América Acunción. Tego samego roku założony został klub Cerro Porteño, który w przyszłości miał się okazać największym krajowym rywalem Olimpii. Po kilku zdobytych wcześniej tytułach mistrza kraju Olimpia dokonała pierwszego wielkiego wyczynu zdobywając w latach 1927–1929 jako pierwszy klub paragwajski trzy tytuły mistrza kraju z rzędu. Wyczyn ten Olimpia powtórzyła w latach 1936–1938. Lata 40. to najgorszy okres w historii klubu, jednak pomimo tego dwukrotnie udało się zdobyć tytuł mistrza kraju – w 1947 i w 1948.

### Początek dominacji 1950–1975
Po chudych latach 40. po objęciu prezydentury przez Manuela Ferreirę w połowie lat 50. zaczęła się w lidze Paragwaju dominacja Olimpii. Za jego prezydentury wybudowano klubowy stadion – Estadio Manuel Ferreira.
Jednak największym osiągnięciem Ferreiry było pozyskanie kilku kluczowych piłkarzy którzy poprowadzili Olimpię do rekordowego osiągnięcia w postaci pięciu kolejnych tytułów mistrza kraju, od 1956 do 1960 (w roku 1959 Olimpia wygrała ligę bez porażki).
Posmakowano także pierwszego międzynarodowego sukcesu, kiedy to w 1960 r. w pierwszej edycji Copa Libertadores Olimpia dotarła aż do finału przegrywając w nim po zażartych bojach z samym Penarolem. Zadziwiające jest to, że decydującego o zdobyciu pucharu gola zdobył Urugwajczyk Luis Alberto Cubilla, który później został trenerem i poprowadził Olimpię do wielu narodowych i międzynarodowych sukcesów. W następnym roku Olimpia znowu trafiła na Penarol, tym razem w półfinale. Jednak i tym razem musiała uznać wyższość potężnego klubu z Urugwaju.

### Złote lata 1975–1986
Wybór nowego prezydenta Osvaldo Domíngueza Dibba w 1975 był jednym z decydujących momentów w historii klubu. Nowy prezydent zatrudnił w 1979 w charakterze trenera Luisa Cubillę,
który jeszcze w tym samym roku doprowadził Olimpię do jej pierwszego triumfu w Copa Libertadores. W finale paragwajski klub pokonał słynny Boca Juniors. Pierwszy mecz rozegrano w Asunción i Olimpia wygrała 2:0. Wynik ten pozwolił Olimpii na zastosowanie swojej najbardziej efektywnej taktyki obronnej na Bombonierce (La Bombonera) w Buenos Aires. Mecz zakończył się remisem 0:0, dającym mistrzowi Paragwaju największy sukces w dotychczasowej historii klubu. W tym samym roku Olimpia dopełniła formalności, pokonując mistrza Salwadoru FAS Salvador 5:0 i 3:3 i zdobywając Copa Interamericana. Następna przeszkoda była znacznie trudniejsza – finalista Pucharu Europy Mistrzów Klubowych, mistrz Szwecji Malmö FF. Dwa zwycięstwa – najpierw 1:0 w Malmö, a następnie 2:1 w Asunción dały Olimpii tytuł najlepszej drużyny na Ziemi. W listopadzie 1982 byli o krok od kolejnego finału w Copa Libertadores – zabrakło jednej wyrównującej bramki w wyjazdowym meczu z rewelacją tego okresu – chilijskim klubem Cobreloa.
Sukcesy Olimpii nie ograniczały się jedynie do rozgrywek międzynarodowych. Od 1978 do 1983 drużyna wygrała 6 kolejnych tytułów mistrza Paragwaju (bijąc swój własny rekord 5 triumfów w latach 1956–1960).

### Kontynuacja sukcesów 1986–2000
Po zdobyciu Copa Libertadores w 1979 kibice głodni byli dalszych międzynarodowych sukcesów. W 1986 podobnie jak w 1982 zabrakło Olimpii jednej bramki w październikowym meczu w Cali, by ponownie znaleźć się w wielkim finale. Aby zadowolić kibiców i zapewnić dalsze sukcesy prezydent klubu, Osvaldo Dominguez Dibb, zdecydował się sprowadzić Raula Amarillę, paragwajskiego strzelca który przez lata sprawdził się w hiszpańskiej lidze. Zaangażowanie Amarilli przyniosło pożądane efekty i Olimpia osiągnęła w 1989 finał Copa Libertadores, w którym zmierzyła się z Atlético Nacional. Oba zespoły wygrały u siebie po 2:0, ale karne zadecydowały o zdobyciu pucharu przez Kolumbijczykow. Już w następnym roku obie drużyny trafiły na siebie w półfinale i znów doszło do zażartych bojów, zakończonych rozgrywką w karnych. Tym razem górą była Olimpia i w finale zagrała z ekwadorską Barceloną, przeżywającą szczytowe momenty w swojej historii. Zwyciężając w Asunción 2:0 i remisując w Guayaquil 1:1, Olimpia drugi raz w historii sięgnęła po miano najlepszej drużyny kontynentu, dysponując nadzwyczaj silnym składem, w którym m.in. byli gracze takiego formatu jak Almeida, Gabriel González, Samaniego i oczywiście Amarilla. W tym samym roku Olimpia wygrała do tego Supercopa Sudamericana, turniej zarezerwowany tylko dla najlepszych klubów Ameryki Południowej, demolując w Asunción 3:0 słynny Nacional i remisując na wyjeździe 3:3. Jednak Puchar Interkontynentalny w Japonii Olimpia przegrała z AC Milan aż 0:3. W 1991 Olimpia z urzędu została triumfatorem Recopa Sudamericana, gdyż w 1990 wygrała zarówno Copa Libertadores i Supercopa Sudamericana.
Osiągnięte dotąd międzynarodowe sukcesy umieściły Olimpię w panteonie największych sław i potęg południowoamerykańskiego futbolu. W 1991 Olimpia dotarła do finału Copa Libertadores trzeci raz z rzędu. W finale zmierzyła się z zespołem o powszechnie uznanej marce – CSD Colo-Colo. Porażka w Santiago 0:3 i remis 0:0 w Asunción pozbawiły Olimpię marzeń o trzecim triumfie. Przed końcem stulecia udało się jeszcze Olimpii 4-krotnie z rzędu (1997–2000) wygrać mistrzostwo Paragwaju.

### Olimpia w nowym tysiącleciu

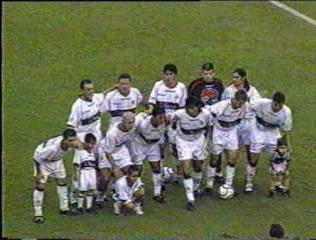
Club Olimpia podczas meczu w Copa Libertadores 2002

25 lipca 2002 Olimpia obchodziła stulecie swego istnienia – i w tym właśnie jubileuszowym roku Olmpia sprawiła sobie prezent w postaci zdobycia Copa Libertadores po raz trzeci. Zespół prowadzony przez byłego reprezentacyjnego bramkarza Argentyny, mistrza świata z 1986 Nery Pumpido przed końcowym sukcesem musiał przeskoczyć dwie poważne przeszkody w postaci klubów brazylijskich. W półfinale ciężkie boje z Gremio Porto Alegre i awans po rzutach karnych. W finale AD São Caetano i porażka w pierwszym meczu 0:1, i to na własnym boisku. Jednak w Brazylii Olimpia odrobiła straty wygrywając 2:1. I znowu paragwajsko-brazylijska rozgrywka w rzutach karnych, którą ponownie wygrała Olimpia. Tego samego roku kolejny sukces – wygrana w finale Recopa Sudamericana nad San Lorenzo de Almagro 2:0. Znów jednak nie udało się zdobyć Pucharu Świata – Olimpia przegrała 0:2 z potężnym Realem Madryt. Przez kilkanaście lat Olimpia stanowiła zmartwienie dla swoich kibiców, gdyż od 2000 r. do 2014 r. nie udało się jej zdobyć ani jednego mistrzostwa Paragwaju. W sezonie 2015 Clausura Olimpia wywalczyła mistrzostwo Paragwaju, pokonując Cerro Porteño lepszym bilansem (obydwie drużyny zdobyły 44 punkty).

### Historyczne rywalizacje
Największym rywalem Olimpii w Paragwaju jest Cerro Porteño.
Przez ponad 9 dekad te dwa zespoły rozgrywają ze sobą wielkie derby (Super Clásico) które co rok są w lidze Paragwaju wielkim wydarzeniem. Boje te są niezwykle zażarte i wyrównane, o czym świadczy bilans dotychczasowych 247 meczów – oba zespoły mają po 86 zwycięstw, przy 75 remisach.
Inne clásicos paragwajskiego futbolu w których Olimpia bierze udział to mecze z Club Guaraní (znane pod nazwą el clásico más añejo, co znaczy najstarsze derby, gdyż są to dwa pierwsze kluby Paragwaju).
Następne to mecze z Libertad zwane el clásico blanco y negro, co znaczy biało-czarne derby, od oficjalnych biało-czarnych barw obu klubów.
Jeśli chodzi o rywalizację międzynarodową w Ameryce Południowej, to największymi rywalami Olimpii są Boca Juniors, Peñarol oraz Nacional.

## Trofea

### Trofea krajowe
- Mistrz Paragwaju (44): 1912, 1914, 1916, 1925, 1927, 1928, 1929, 1931, 1936, 1937, 1938, 1947, 1948, 1956, 1957, 1958, 1959, 1960, 1962, 1965, 1968, 1971, 1975, 1978, 1979, 1980, 1981, 1982, 1983, 1985, 1988, 1989, 1993, 1995, 1997, 1998, 1999, 2000, 2011 C, 2015 C, 2018 A, 2018 C, 2019 A, 2019 C
- Torneo República: 1992 (niepokonani)

### Trofea międzynarodowe
- Puchar Świata: 1979
- Copa Libertadores de América: 1979, 1990, 2002
- Copa Interamericana: 1980
- Recopa Sudamericana: 1991, 2003
- Supercopa Sudamericana: 1990
- Nehru Cup: 1990

### Inne osiągnięcia
Finalista w:
- Copa Libertadores de América: 1960, 1989, 1991
- Copa Interamericana: 1990
- Copa Conmebol: 1992
- Olimpia jest jedynym zespołem, który docierał do finału Copa Libertadores od samego początku tego turnieju. (Olimpia brała udział w finale w roku 1960, 1979, 1989, 1990, 1991, 2002).
- Olimpia i São Paulo FC to jedyne zespoły które w tym samym roku wygrały zarówno Copa Libertadores jak i Supercopa Sudamericana (Olimpia w 1990, a São Paulo w 1993).

## Słynni gracze i trenerzy

### Sławni gracze
Piłkarze znajdujący się na liście zostali posortowani według epoki, do której przynależeli
| - Aurelio González (El Gran Capitán) - Antonio Brunetti (bramkarz) - Luis Vargas Peña (Tito) - Juan Romero (Romerito) - Juan Vicente Lezcano - Carlos Diarte (Lobo) - Hugo Ricardo Talavera - Carlos Alberto Kiese - Alicio Solalinde - Ever Hugo Almeida (bramkarz) - Miguel Angel Piazza - Evaristo Isasi (La Pantera Negra) - Osvaldo Pangrazio - Rafael Bobadilla (Rafagol) - Rogelio Delgado - Roberto Paredes - Gustavo Benítez (Yiyo) |  | - Jorge Guash (El Chino) - Adriano Samaniego - Luis Alberto Monzón (El Beto) - Gabriel González (El Loco) - Raúl Vicente Amarilla (Tacuara) - Julio César Romero (Romerito) - Mauro Caballero - Sergio Goycochea (El Goyco) - Santiago Ostolaza (Vasco) - José Cardozo (El Pepe) - Celso Ayala - Denis Caniza - Roque Santa Cruz - Ricardo Tavarelli (bramkarz, El Mono) - Carlos Humberto Paredes - Miguel Angel Benítez (El Peque) - Julio César Cáceres (Emperador) |

### Słynni trenerzy
- Aurelio González
- Sergio Markarián
- Aníbal "Maňo" Ruiz
- Luís Alberto Cubilla
- Gustavo Benítez
- Nery Pumpido

## Inne sporty
Olimpia najbardziej znana jest na świecie jako klub piłkarski. Prowadzone jednak są także inne sekcje sportowe jak: lekkaoatletyka, boks, pływanie, tenis, piłka ręczna oraz koszykówka.